# 월드컵대로 (부산)
월드컵대로는 부산광역시 연제구 연산동 신리삼거리와 부산진구 초읍동 시민도서관삼거리(초읍삼거리)를 잇는 부산광역시의 도로이다. 2002년 FIFA 월드컵이 열렸던 부산아시아드주경기장을 지나며, 월드컵 첫승을 기념하기 위해 월드컵대로로 명명되었다. 부산광역시도 제36호선에 속한다.

## 연혁
- 2009년 7월 8일 : 2개 이상 구·군에 걸쳐 있는 도로로 월드컵대로를 고시[1]

## 주요 경유지
부산광역시
- 연제구 - 부산진구

## 노선
| 이름                          | 접속 노선                                                                                        | 소재지     | 소재지 | 비고                    |
| ----------------------------- | ------------------------------------------------------------------------------------------------ | ---------- | ------ | ----------------------- |
| 신리삼거리                    | 부산광역시도 제32호선 (연수로)                                                                   | 부산광역시 | 연제구 |                         |
| 물만골역                      | 월드컵대로19번길 월드컵대로20번길                                                                | 부산광역시 | 연제구 |                         |
| 연산 교차로 (연산역)          | 부산광역시도 제61호선 (중앙대로) 부산광역시도 제91호선 (반송로) 부산광역시도 제6103호선 (고분로) | 부산광역시 | 연제구 |                         |
| (이름 없음)                   | 거제천로                                                                                         | 부산광역시 | 연제구 |                         |
| 남문구사거리 (거제역)         | 국도 제7호선 부산광역시도 제71호선 (거제대로)                                                    | 부산광역시 | 연제구 |                         |
| (이름 없음)                   | 법원로                                                                                           | 부산광역시 | 연제구 |                         |
| 거성사거리 (종합운동장역)     | 부산광역시도 제7102호선 (아시아드대로)                                                           | 부산광역시 | 연제구 |                         |
| (홈플러스 아시아드점)         | 종합운동장로                                                                                     | 부산광역시 | 연제구 |                         |
| (이름 없음)                   | 체육공원로                                                                                       | 부산광역시 | 연제구 | 초읍 방면 진출입만 가능 |
| 부산아시아드주경기장          |                                                                                                  | 부산광역시 | 연제구 |                         |
| 초읍고개                      |                                                                                                  | 부산광역시 | 연제구 |                         |
| 부산진구                      |                                                                                                  | 부산광역시 |        |                         |
| 시민도서관삼거리 (초읍삼거리) | 부산광역시도 제3204호선 (성지로)                                                                 | 부산광역시 |        |                         |

## 주요 건물 및 시설
- 물만골역 (부산광역시 연제구 월드컵대로 지하23)
- 연산초등학교 (부산광역시 연제구 월드컵대로 41)
- KT&G 부산본부 (부산광역시 연제구 월드컵대로 83)
- 부산연산5동우체국 (부산광역시 연제구 월드컵대로 115)
- 거제역 (부산광역시 연제구 월드컵대로 지하209)
- 부산아시아드주경기장 (부산광역시 연제구 월드컵대로 344)
- 부산의료원 (부산광역시 연제구 월드컵대로 359)
- 부산광역시립시민도서관 (부산광역시 부산진구 월드컵대로 462)